# Roger Goodell
Roger Stokoe Goodell (nacido el 19 de febrero de 1959 en Jamestown, Nueva York) es el comisionado en jefe de la National Football League, siendo elegido luego del retiro de Paul Tagliabue el 8 de agosto de 2006. Fue elegido sobre cuatro finalistas para la posición, ganando en una votación cerrada antes de ser aprobado unánimemente por los dueños de las franquicias que componen la liga. Empezó su mandato el 1 de septiembre del mismo año, antes del inicio de la temporada 2006 de la NFL. Como comisionado, también es el presidente de NFL Charities.

## Biografía
Roger Goodell nació en Jamestown, New York, hijo del exsenador Charles E. Goodell, un republicano de Nueva York, y de la difunta Jean Rice Goodell, de Buffalo, Nueva York.
La familia se mudó a Bronxville, New York, en 1971. Se graduó de la Bronxville High School donde sobresalió en tres deportes, en fútbol americano, baloncesto y béisbol, siendo capitán de los tres equipos y nombrado en su último año como el deportista de la escuela.
En 1981 Goodell se gradúa de la Washington & Jefferson College en Washington, Pennsylvania con un título en Ciencias económicas.

## Carrera en la NFL
Su carrera en la NFL comenzó en 1982 como becario administrativo de la liga en Nueva York, bajo el comisionado de ese momento, Pete Rozelle, consiguiendo esa posición gracias a una campaña de correspondencia con la oficina de la liga y los veintiocho equipos que la componían. En 1983, se unió a los New York Jets como becario, pero retornó a la oficina de la liga en 1984 como asistente en el departamento de Relaciones Públicas. En 1987, fue nombrado asistente del presidente de la Conferencia Americana (AFC) (Lamar Hunt), bajo la tutela del comisionado Paul Tagliabue.
Después de que Tagliabue renunciara a su cargo, Goodell fue investido como comisionado el 1 de septiembre de 2006. 

## Vida personal
En octubre de 1997, Goodell se casó con una presentadora de noticias llamada Jane Skinner. La pareja tiene dos hijas.
Goodell reside en Bronxville, Nueva York, que ha sido su residencia principal desde 2005. También mantiene otras propiedades, incluido un condominio en Manhattan, ciudad de Nueva York y una casa de verano en Scarborough, Maine.